# Дом здравља Шипово
Дом здравља Шипово је јавна здравствена установа у Шипову, налази се у улици Његошева 2.

## Историја
Први званични подаци рада здравствене установе на подручју општине Шипово датирају из 1955. године када је основана Здравствена станица Шипово. Јавна здравствена установа Дом здравља Шипово је основана одлуком Скупштине општине Шипово 1997. године. Дом здравља Шипово се бави пружањем услуга примарног нивоа здравствене заштите, регистровану делатност обавља кроз службе опште (породичне) медицине, здравствене заштите школске и предшколске деце, здравствене заштите радника, здравствене заштите жена, хигијенско–епидемиолошке службе, службе хитне медицинске помоћи, стоматолошке службе, радиолошке, лабораторијске и ултразвучне дијагностике и службе физикалне медицине и рехабилитације.
У циљу побољшања квалитета пружених услуга здравствене заштите, организована је и консултативно специјалистичка заштита, ангажовањем специјалиста интерне медицине и специјалиста гинекологије и акушерства из Дома здравља „Др Јован Рашковић” Мркоњић Град, једном недељно. Консултативно специјалистичка заштита је организована и у служби физикалне медицине и рехабилитације, ангажован је специјалиста из Бања Луке. Пружање услуга здравствене заштите становништву општине Шипово се обавља и у теренским амбулантама у Бабићима, Стројицама, Пљеви и Благају, у којима је обезбеђено свакодневно присуство медицинске сестре–техничара и излазак доктора једном недељно. У теренским амбулантама у Прибељцима и Јусићима је обезбеђен излазак доктора два пута месечно. На подручју општине Шипово раде две приватне апотеке, „ХИГИА” у улици Гаврила Принципа 2 и „Црвена апотека 3” у улици Његошева 3.